# عباس زکی
عباس زکی یا شرف علی مشعل (عربی: عباس زكي؛ زادهٔ تاریخ ورودی نامعتبر است) یک سیاستمدار فلسطینی و نماینده سابق سازمان آزادیبخش فلسطین در لبنان و یکی از اعضای کمیته مرکزی فتح بود که در شهر سعیر از استان الخلیل متولد شده‌است.

## فعالیت‌ها
عباس زکی از سال ۱۹۷۰ به عنوان عضو شورای انقلاب انتخاب شد. بعد از معاهده اسلو میان اسرائیل و سازمان آزادی فلسطین در سال ۱۹۹۳ به سرزمین فلسطین در سال ۱۹۹۵ بازگشت و به عنوان معاون کمیساریای عالی که ریاست آن با یاسر عرفات بود به عنوان عضو کمیته اضطراری توسط عرفات منصوب شد.

## طرح ترور
در ۲۳ مارس، ۲۰۰۹ از یک طرح ترور در خارج از اردوگاه المیه ومیه در نزدیکی صیدا جان سالم بدر برد، ولی معاون او، کمال ناجی و سه تن دیگر از مقامات فلسطینی کشته شدند که ادعا می‌شد در نتیجه یک درگیری در اردوگاه نهر البارد در لبنان است، بدنبال آن زکی پیشنهاد ایجاد یک نیروی امنیتی فلسطین از ۴۰۰۰ تا ۵۰۰۰ عضو در اردوگاه‌های پناهندگان در لبنان برای جلوگیری از تشکیل گروه‌های افراط گرا را داد. علاوه بر این زکی، فتح الاسلام را به عنوان "گروه مستبد که تحت پوشش اسلام اقدام به اعمال زشت و جنایات علیه کودکان، زنان و سالخوردگان در اردوگاه می‌کند توصیف نمود؛ که باعث شد بعضی از عناصر فتح الاسلام خودشان را تسلیم جنبش فتح کنند.
در اکتبر سال ۲۰۰۹ لبنان را بعد از سال‌ها کار در آن، وداع گفت درحالی که (اعلامیه فلسطین در لبنان) را تقدیم کرده بود که عبارت بود از یک سند سیاسی که سازمان آزادیبخش فلسطین در سال ۲۰۰۷ براساس آن احترام خود را به حاکمیت، ثبات و استقلال لبنان تأکید می‌کرد.